# Èrp (Arieja)
Èrp (francès Erp) és un municipi francès situat al departament de l'Arieja i a la regió d'Occitània.